# Харкер Хајтс (Тексас)
Харкер Хајтс (енгл. Harker Heights) град је у америчкој савезној држави Тексас. По попису становништва из 2010. у њему је живело 26.700 становника.

## Демографија
Према попису становништва из 2010. у граду је живело 26.700 становника, што је 9.392 (54,3%) становника више него 2000. године.
| Група             | 2000.          | 2010.          |
| Белци             | 11.343 (65,5%) | 14.145 (53,0%) |
| Афроамериканци    | 2.585 (14,9%)  | 5.332 (20,0%)  |
| Азијати           | 620 (3,6%)     | 1.029 (3,9%)   |
| Хиспаноамериканци | 2.153 (12,4%)  | 4.920 (18,4%)  |
| Укупно            | 17.308         | 26.700         |